# Adityanath
Adityanath (आदित्यनाथ), dit Yogi Adityanath ou Shri Yogi Adityanath, né Ajay Singh Bisht (अजय सिंह बिष्ट) le 5 juin 1972 à Panchur, est un moine hindou (Nath sampradaya) et un homme politique indien,,. Il est ministre en chef de l'Uttar Pradesh depuis le 19 mars 2017. 

## Biographie

### Jeunesse
Après avoir été étudiant en mathématique, il devient moine hindou au sein du Gorakhnath Sampradaya, puis un an plus tard, supérieur de l’ordre Gorakhnathi,  importante communauté monastiques de l’Inde, avant de s'engager en politique. 

### Carrière

#### Député à la Lok Sabha
Nationaliste hindou à l'image d'extrémiste, shri yogi Adityanath est député à la Lok Sabha de 1998 à 2017. 
Il fonde en 2002 le Hindu Yuva Vahini (en), une organisation paramilitaire nationaliste. Dans les années qui suivent, ce mouvement est responsable de plusieurs événements de violences envers les musulmans.

#### Ministre en chef de l'Uttar Pradesh
Il est nommé ministre en chef de l'Uttar Pradesh le 19 mars 2017, à la suite de la victoire du Bharatiya Janata Party (BJP) aux élections parlementaires dans cet État, le plus peuplé de l'Inde,.
Yogi Adityanath a eu pour première mesure de faire fermer tous les abattoirs illégaux dans l'Uttar Pradesh, déclarant : « Kushinagar est la terre du Bouddha qui prêcha la non-violence. Notre gouvernement travaille à la fermeture des abattoirs. Les gouvernements d'État précédents ne se souciaient pas du développement et l'État était ainsi connu seulement pour corruption et gundaraj [« règne des vandales, délinquants »]. Mais le crime et la corruption ne peuvent pas continuer dans notre régime. »
Une violente répression s'abat contre les manifestations de 2019 contestant la politique discriminatoire à l'égard des musulmans. Il prend des mesures en 2020 visant à censurer les médias critiquant le pouvoir. Il opte également pour une attitude répressive face au mouvement de protestation paysan de 2020-2021, tentant de faire évacuer de force les campements par la police.
Dans un contexte de pandémie de Covid-19, il fait suspendre en mai 2020 pour trois ans trente-cinq lois de protection des travailleurs, invoquant le besoin de relancer l’économie. Les lois relatives au paiement des primes et au versement des prévoyances deviennent caduques. Il en va de même pour les lois relatives aux syndicats et au règlement des conflits dans l’entreprise, les contrats de travail, la santé et la sécurité. Ces mesures sont vivement contestées par la gauche et les syndicats de travailleurs. « Détruire la main-d’œuvre revient à détruire la croissance économique. L’agenda diabolique du BJP doit être combattu et vaincu pour sauver l’Inde », s’est indigné le secrétaire général du Parti communiste d’Inde-marxiste (CPI-M), Sitaram Yechury. La Centrale des syndicats indiens (Citu) a dénoncé « des mesures barbares qui visent à imposer des conditions esclavagistes aux travailleurs qui créent réellement la richesse du pays brutalement pillée par les capitalistes et les grandes entreprises ».
Son gouvernement adopte en novembre 2020 une législation visant à combattre les mariages interreligieux, agitant la menace du « Love Jihad » (théorie complotiste attribuant aux musulmans l'intention de séduire des femmes hindoues afin de les convertir à l’islam). Un musulman qui épouse une femme hindoue s'expose à une peine allant jusqu’à dix ans de prison. En novembre 2021, après la victoire de l'équipe de cricket pakistanaise sur l'équipe indienne, il avertit que « ceux qui célèbrent la victoire du Pakistan devront répondre de sédition », une infraction passible d’une peine d’emprisonnement à vie, tandis que la police procède à des arrestations.

## Prises de position

### Conception de l'hindouisme et de la politique
Il se rattache au courant de l’hindutva, une idéologie suprémaciste théorisée dans les années 1920 qui prône la supériorité des hindous sur les croyants des autres religions, en particulier les musulmans. Il fait campagne en 2022 sous le slogan « 80 % de la population contre 20 % de criminels », visant implicitement les minorités religieuses, qui représentent 20 % de la population de l'Uttar Pradesh. 
Remarqué pour ses déclarations en faveur d'une Inde hindoue alors que le pays est officiellement laïc, il critique sévèrement les minorités religieuses, l’action de Mère Teresa ou encore les opposants à la pratique du yoga. Ses déclarations souvent virulentes lui ont valu une condamnation pour incitation à la violence. Il soutient en 2017 la décision du président américain Donald Trump d'interdire l'entrée des États-Unis aux ressortissants de plusieurs pays musulmans, appelant le gouvernement indien à adopter des mesures similaires.